# 無條件愛你
《無條件愛你》（英語："Unconditionally"）是美國歌手凱蒂·佩芮的一首歌曲，於2013年10月16日發行，為專輯《超炫光》的第二主打單曲。

## 簡介
- 本作為專輯《超炫光》的第二主打單曲，於專輯發行的前兩天的10月16日廣播發行[1]，並於10月22日在Itunes發行，封面來自於音樂錄影帶中最後的畫面場景。
- 2013年10月18日於YouTube上發表歌詞音樂錄影帶，11月20日於Youtube發表該曲的音樂錄影帶。
- 本作為凱蒂·佩芮第13首於《公告牌》主流四十强单曲榜登上前十位的單曲[2]。
- 本作在告示牌百強單曲榜中拿下第14名，中斷了凱蒂·佩芮自《加州女孩》以來每支單曲都在前十名的紀錄，無預期的商業失敗，也催生了下一支單曲《黑馬》。

## 音樂錄影帶
在歌曲發行後兩天隨即在VEVO與YouTube上發布歌詞音樂錄影帶。
本作的音樂錄影帶於10月時在倫敦拍攝完成，錄影帶內容啟發自1988年的電影《危險關係》 ，預告片段於11月14日釋出，19日於MTV上首播，20日於YOUTUBE上發表。

## 现场表演
- 凱蒂·佩芮首次於2013年10月22日iHeartRadio舉辦的的超炫光專輯發行派對中演唱[9]。
- 在11月10日舉辦的2013年MTV歐洲音樂大獎中表演本曲[10]。

## 曲目列表
- CD单曲[11]

1. "Unconditionally" – 3:48
2. "Unconditionally" (instrumental) – 3:48

## 榜单
| 榜单（2013年-2014年）                     | 最高 排位 |
| ----------------------------------------- | --------- |
| 澳大利亚（澳大利亚唱片业协会單曲榜）      | 11        |
| 奥地利（Ö3四十强单曲榜）                  | 16        |
| 比利时佛兰德（Ultratop五十强单曲榜）      | 49        |
| 比利时瓦隆（Ultratop五十强单曲榜）        | 26        |
| 保加利亚（保加利亚音乐制作人协会单曲榜）  | 5         |
| 加拿大（Canadian Hot 100）                | 13        |
| 加拿大（《告示牌》Canada AC）             | 11        |
| 加拿大（《告示牌》Canada CHR）            | 14        |
| 加拿大（《告示牌》Canada Hot AC）         | 6         |
| 独联体（Tophit独联体电台榜）              | 94        |
| 捷克（電台百強單曲榜）                    | 7         |
| 歐洲（《告示牌》Euro Digital Song Sales） | 16        |
| 芬蘭（芬兰官方电台榜）                    | 20        |
| 法国（法國唱片出版業公會單曲榜）          | 38        |
| 德国（德國官方單曲榜）                    | 22        |
| 匈牙利（四十强电台榜）                    | 14        |
| 愛爾蘭（愛爾蘭唱片音樂協會单曲榜）        | 27        |
| 意大利（意大利音乐产业联盟单曲榜）        | 6         |
| 黎巴嫩（黎巴嫩官方二十强单曲榜）          | 6         |
| 墨西哥（拉美監控英语榜）                  | 17        |
| 墨西哥（《公告牌》Mexican Airplay）       | 34        |
| 荷兰（荷蘭四十強單曲榜）                  | 32        |
| 新西兰（新西兰唱片音乐协会单曲榜）        | 26        |
| 波蘭（波蘭百大電台榜）                    | 17        |
| 罗马尼亚（罗马尼亚百大电台榜）            | 61        |
| 俄罗斯（TopHit俄罗斯电台榜）              | 84        |
| 蘇格蘭（官方榜单公司單曲榜）              | 24        |
| 斯洛伐克（電台百強單曲榜）                | 11        |
| 斯洛文尼亚（斯洛文尼亚五十大单曲榜）      | 10        |
| 南非（非洲娛樂監測单曲榜）                | 8         |
| 西班牙（西班牙音樂製作協會）              | 40        |
| 瑞典（瑞典最熱榜）                        | 48        |
| 瑞士（瑞士热门音乐榜）                    | 27        |
| 英國（官方榜单公司單曲榜）                | 25        |
| 美国（《告示牌》百大單曲榜）              | 14        |
| 美國（《告示牌》成人當代單曲榜）          | 16        |
| 美國（《告示牌》Adult Pop Airplay）       | 7         |
| 美國（《告示牌》Dance Club Songs）        | 1         |
| 美國（《告示牌》Pop Airplay）             | 8         |
| 委内瑞拉（唱片报告委内瑞拉流行摇滚榜）    | 13        |

| 榜单（2013年）           | 排位 |
| ------------------------ | ---- |
| 荷兰（荷兰四十强音乐榜） | 169  |

| 榜单（2014年）                       | 排位 |
| ------------------------------------ | ---- |
| 加拿大（Canadian Hot 100）           | 65   |
| 法国（法国唱片出版业公会单曲榜）     | 179  |
| 匈牙利（四十强电台榜）               | 77   |
| 意大利（意大利音乐产业联盟单曲榜）   | 87   |
| 美国（《公告牌》Adult Contemporary） | 50   |
| 美国（《公告牌》Adult Top 40）       | 44   |
| 美国（《公告牌》Dance Club Songs）   | 32   |

## 销售认证
| 地區                                                     | 认证    | 认证单位/销量 |
| -------------------------------------------------------- | ------- | ------------- |
| 澳大利亚（澳大利亚唱片业协会）                           | 4× 白金 | 280,000‡      |
| 奥地利（國際唱片業協會奧地利分會）                       | 金      | 15,000*       |
| 巴西（巴西唱片業協會）                                   | 钻石    | 250,000‡      |
| 加拿大（加拿大音乐协会）                                 | 白金    | 80,000‡       |
| 德国（聯邦音樂產業協會）                                 | 金      | 150,000‡      |
| 意大利（意大利音乐产业联盟）                             | 白金    | 30,000‡       |
| 挪威（國際唱片業協會挪威分会）                           | 白金    | 60,000‡       |
| 西班牙（西班牙音樂製作協會）                             | 金      | 30,000‡       |
| 英国（英国唱片业协会）                                   | 金      | 400,000‡      |
| 美国（美國唱片業協會）                                   | 2× 白金 | 2,000,000‡    |
| 流媒体                                                   |         |               |
| 丹麦（國際唱片業協會丹麥分會）                           | 金      | 900,000†      |
| 瑞典（瑞典唱片業協會）                                   | 白金    | 8,000,000†    |
| *僅含認證的實際銷量 ‡僅含認證的+實際銷量 †僅含認證的銷量 |         |               |

## 发行历史
| 地区     | 日期           | 形式         | 版本      | 厂牌    | 来源   |
| -------- | -------------- | ------------ | --------- | ------- | ------ |
| 美国     | 2013年10月22日 | 當代流行電台 | 原版      | 国会    | [ 72 ] |
| 澳大利亚 | 2013年10月23日 | 电台播放     | 原版      | 环球    | [ 73 ] |
| 美国     | 2013年11月5日  | 当代成人电台 | 原版      | 国会    | [ 74 ] |
| 德国     | 2013年11月22日 | CD           | 原版 伴奏 | 环球    | [ 11 ] |
| 意大利   | 2013年11月22日 | 电台播放     | 原版      | 环球    | [ 75 ] |
| 英国     | 2013年12月16日 | 电台播放     | 原版      | 维京EMI | [ 76 ] |